# Monastero di Koziba
Il monastero di Koziba (anche Coziba o Choziba) detto anche monastero di San Giorgio in Koziba è un edificio religioso greco-ortodosso risalente al VI secolo d.C. eretto su tre livelli sul versante roccioso settentrionale del deserto di Giuda (Wadi el-Kelt), a circa 9 km da Gerico e a circa 20 km da Gerusalemme.

## Storia
Tra il 420 e il 430 d.C. cinque eremiti, che vivevano in alcune grotte delle pareti rocciose, costruirono un piccolo oratorio che Giovanni il Tebano (o Giovanni di Tebe) nel 480 d.C. trasformerà in monastero. Il monastero conobbe una notevole fioritura nel VI secolo ad opera di Giorgio il Chozibita. Distrutto dai persiani nel 614 d.C. che uccisero tutta la comunità monastica, rimase in stato di abbandono fin quando i crociati, nel 1173, sotto la guida di Manuele I Comneno lo restaurarono. Fu completamente ricostruito nel 1878 dal monaco greco Kallinikos.

## La struttura
Il monastero ha nel suo interno la chiesa dedicata alla Vergine Maria con numerose pitture ed icone. Tra queste una iconostasi di recente realizzazione. Un'aquila bicefala bizantina ricorda il restauro avvenuto nel XII secolo. A questa chiesa è unita, attraverso una nartece un'altra chiesa rettangolare con cupola dedicata ai santi Giovanni e Giorgio. Lungo la parete settentrionale c'è un lungo reliquiario contenente i teschi di 14 monaci martirizzati dai persiani e alcuni resti di mosaici risalenti ai secoli VI e VII. Sopra la chiesa della Vergine Maria, si trova la grotta del profeta Elia, decorata con pitture, nella quale si dice che il profeta visse per tre anni e sei mesi nutrito dai corvi.

## Galleria d'immagini

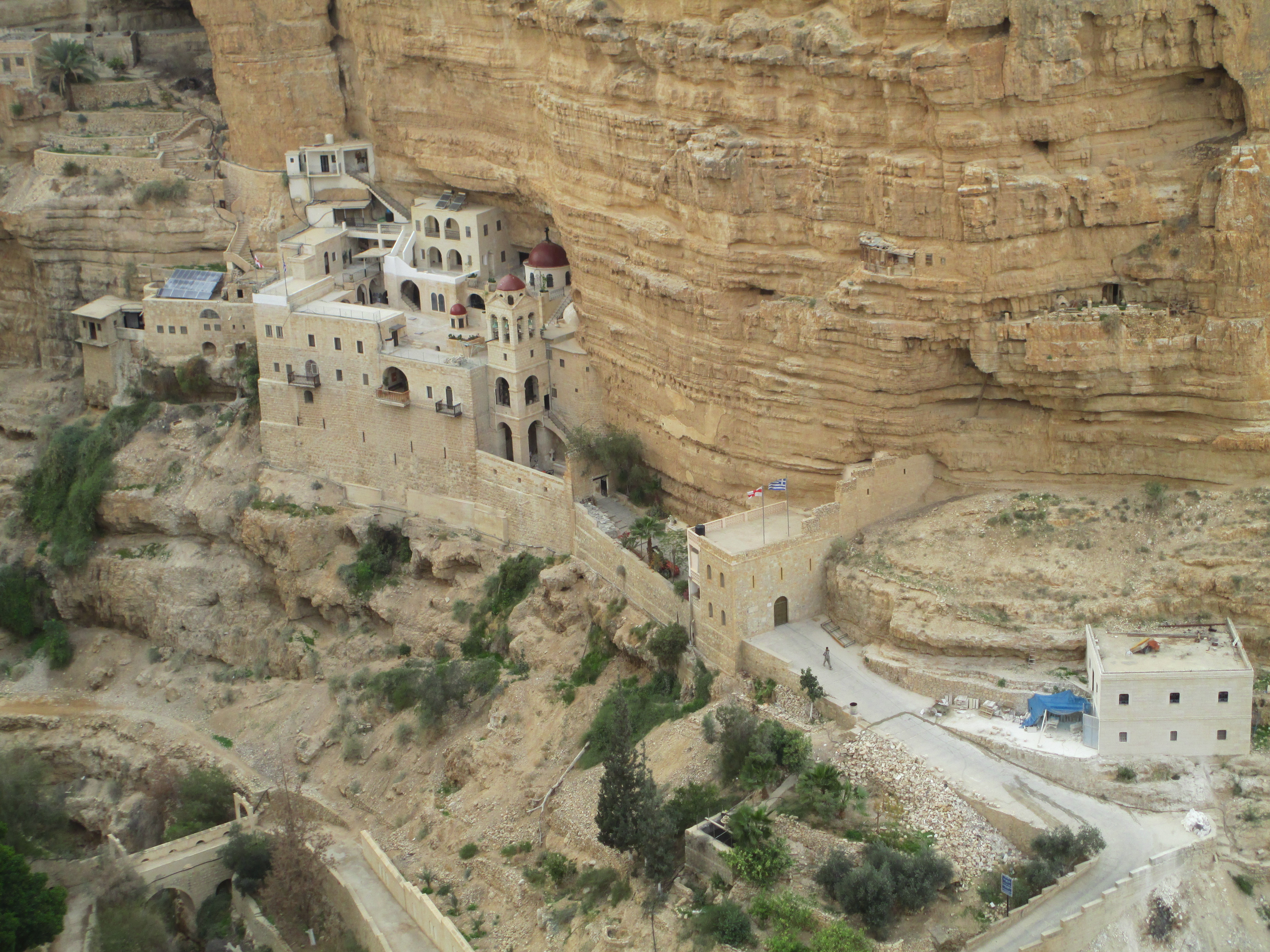
Il monastero visto dall’esterno
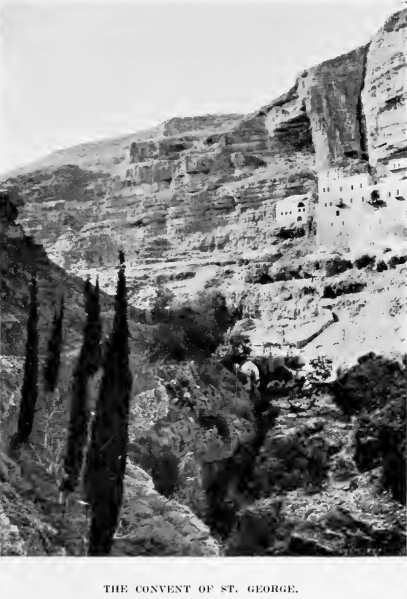
Monastero di San Giorgio in Koziba nel 1913
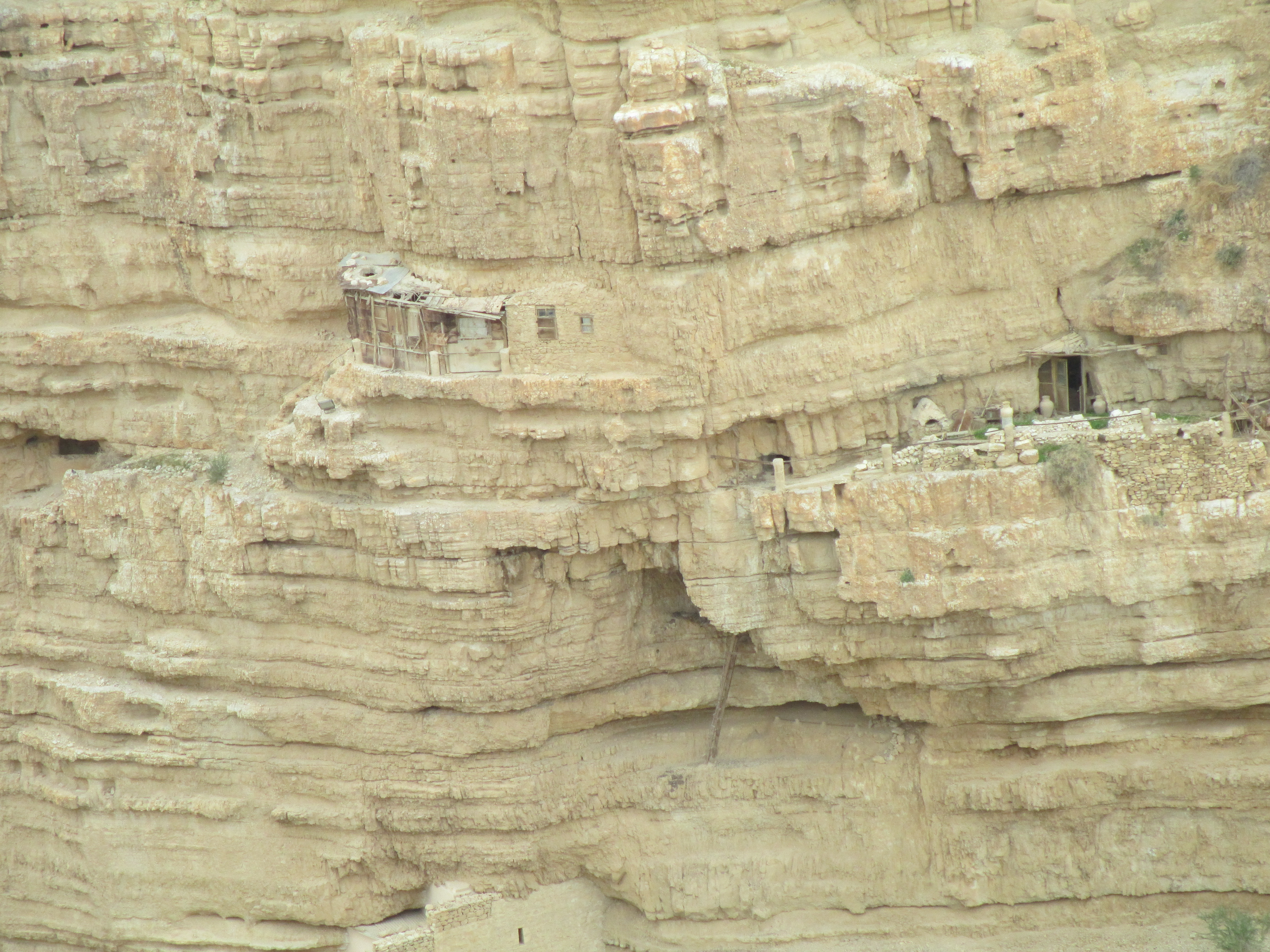
Grotte intorno al monastero
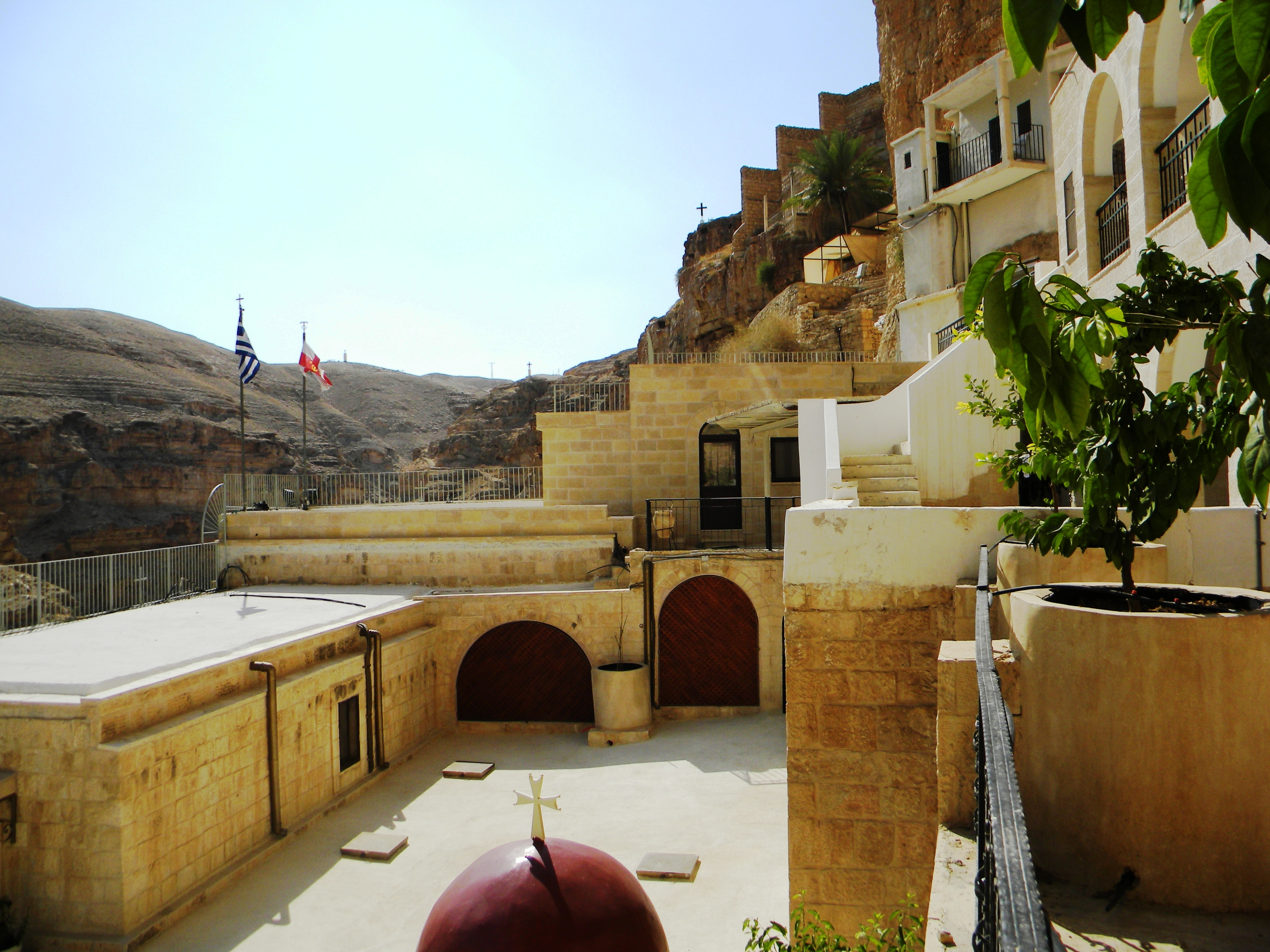
Cortile interno
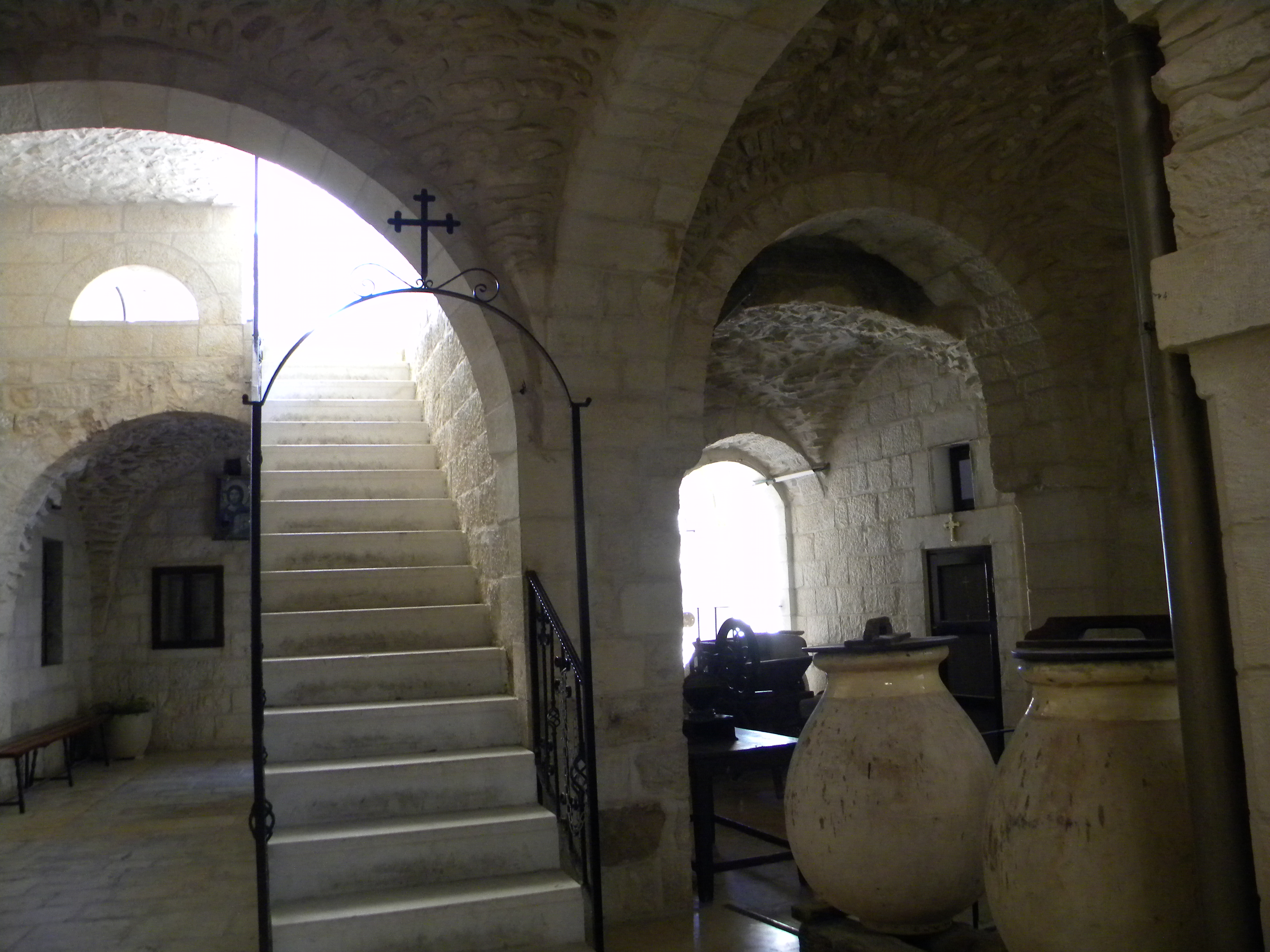
Interno del monastero
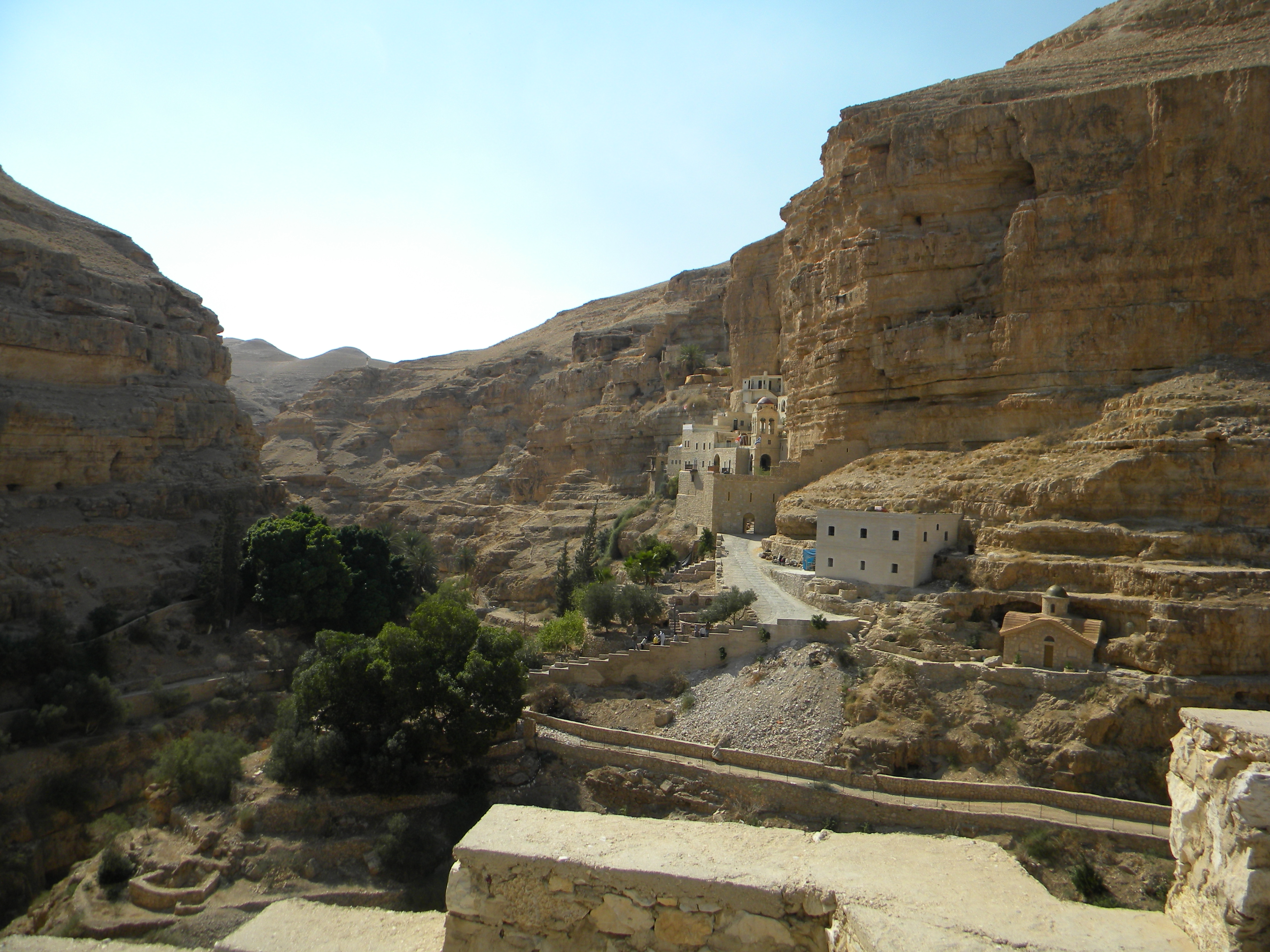
Wadi el-Kelt all’altezza del monastero
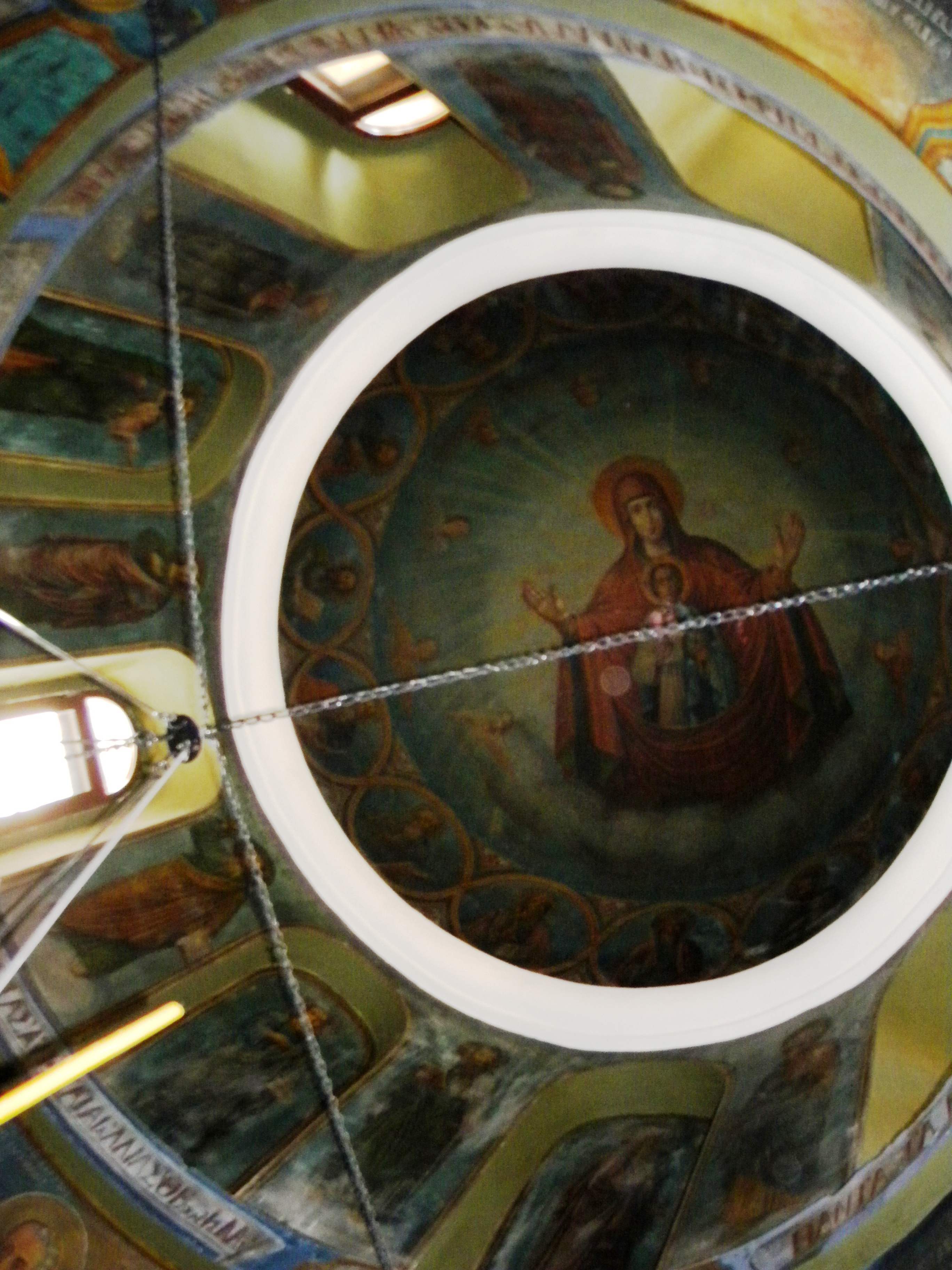
Cupola della cappella
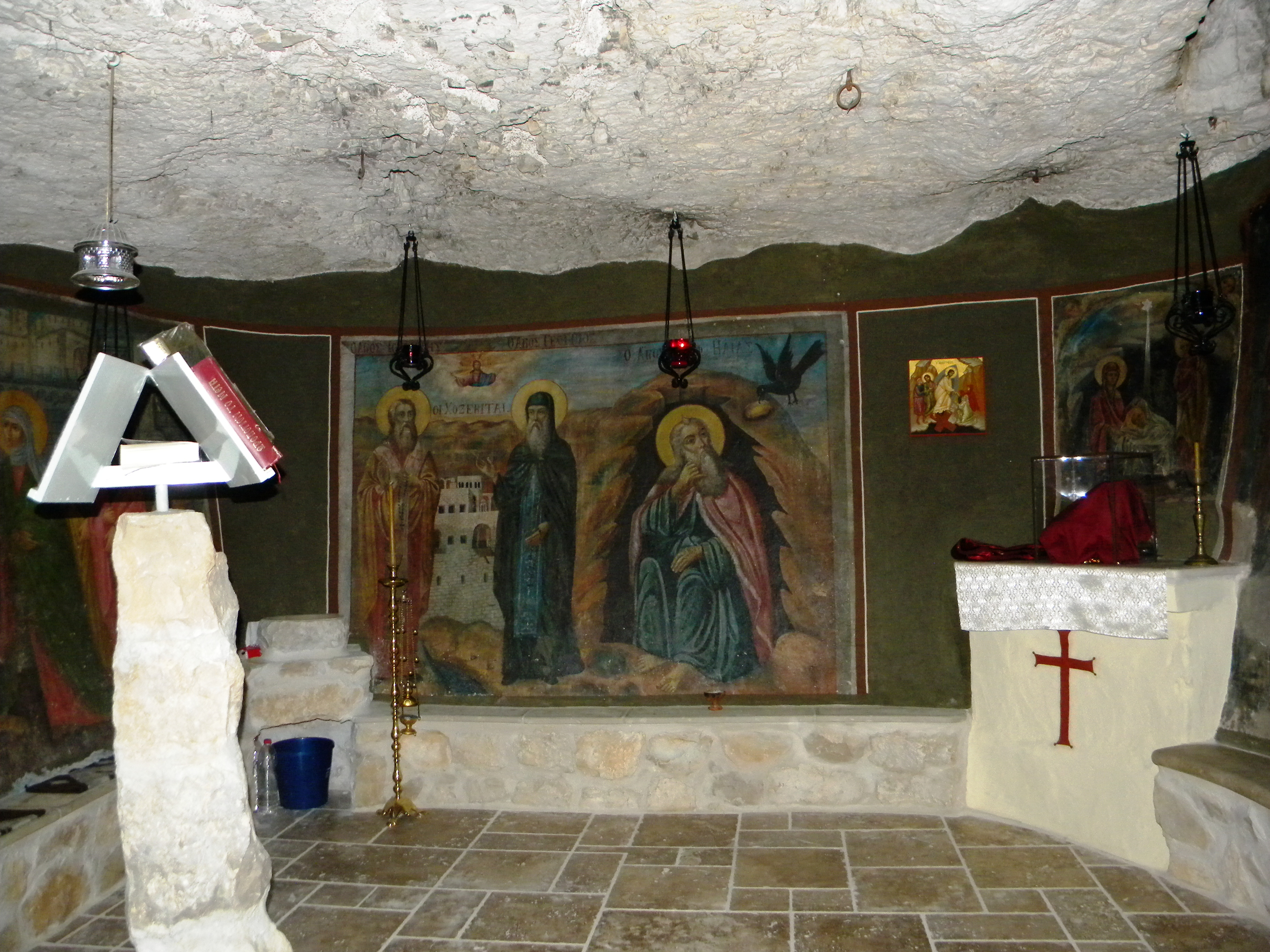
Cappella minore